# Кольмар (Альпы Верхнего Прованса)
Кольма́р (фр. Colmars, окс. Cormarç) — коммуна во Франции, находится в регионе Прованс — Альпы — Лазурный Берег. Департамент коммуны — Альпы Верхнего Прованса. Административный центр кантона Алло-Кольмар. Округ коммуны — Кастелан.
Код INSEE коммуны — 04061.

## Население
Население коммуны на 2008 год составляло 384 человека.
| 1962 | 1968 | 1975 | 1982 | 1990 | 1999 | 2008 |
| ---- | ---- | ---- | ---- | ---- | ---- | ---- |
| 311  | 360  | 311  | 314  | 367  | 378  | 384  |

## Экономика
Основу экономики составляют сельское хозяйство и животноводство.
В 2007 году среди 238 человек в трудоспособном возрасте (15—64 лет) 174 были экономически активными, 64 — неактивными (показатель активности — 73,1 %, в 1999 году было 70,1 %). Из 174 активных работали 157 человек (85 мужчин и 72 женщины), безработных было 17 (5 мужчин и 12 женщин). Среди 64 неактивных 7 человек были учащимися или студентами, 38 — пенсионерами, 19 были неактивными по другим причинам.

## Достопримечательности
- Форт Савуа
- Форт Франс
- Старый мост
- Арсенал (XIX век)
- Церковь Сен-Мартен

## Фотогалерея

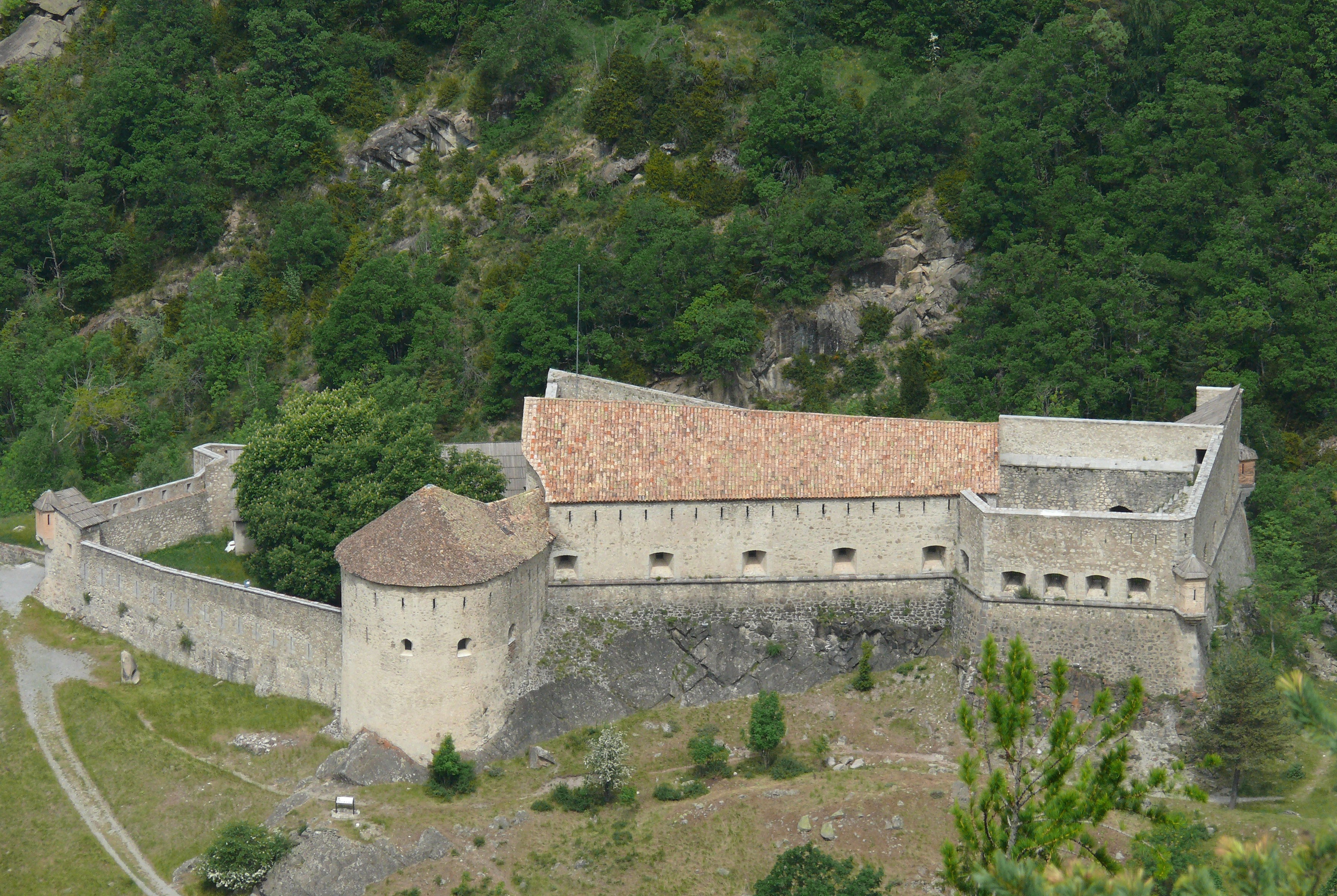
Форт Савуа
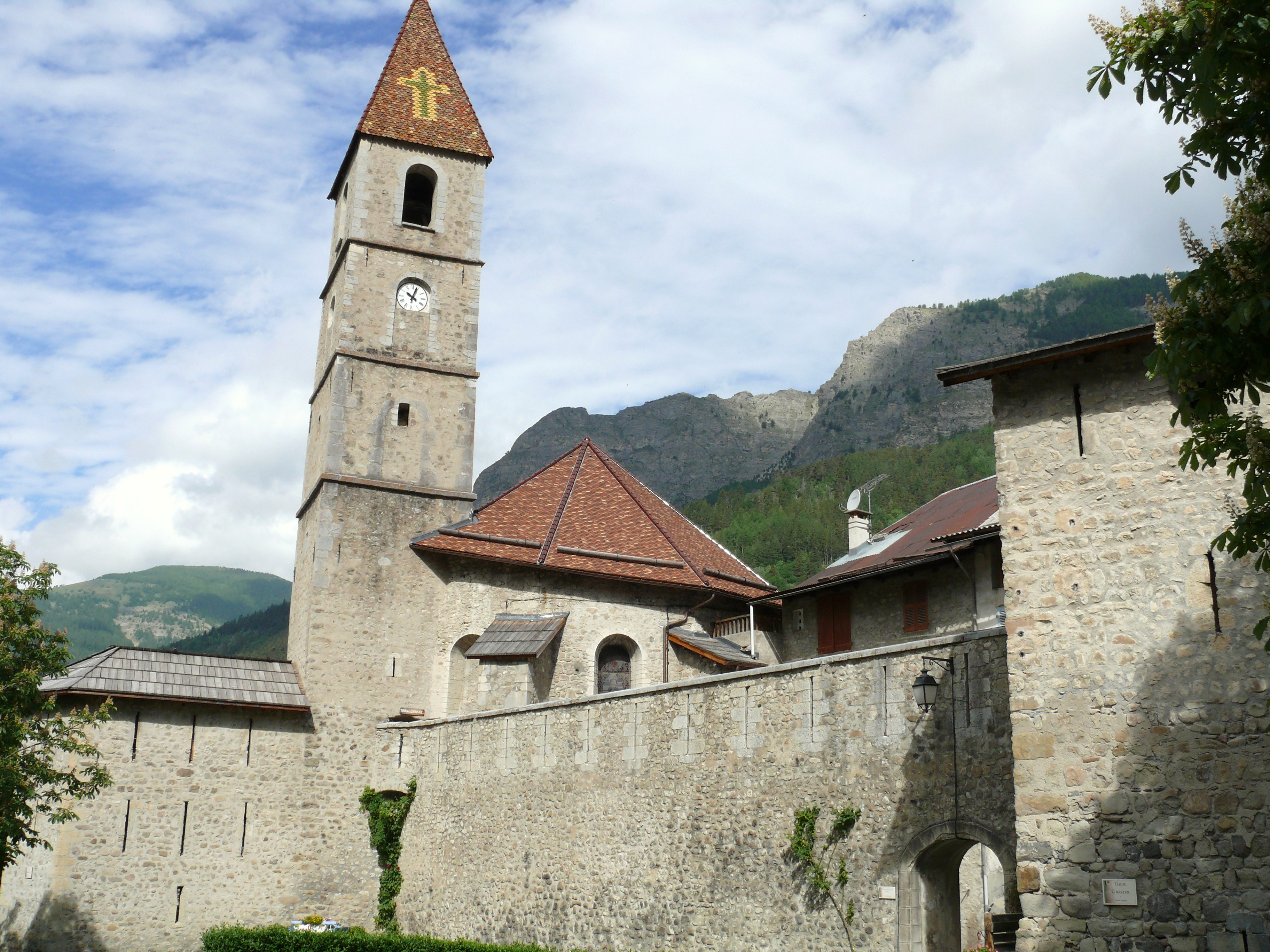
Церковь Сен-Мартен
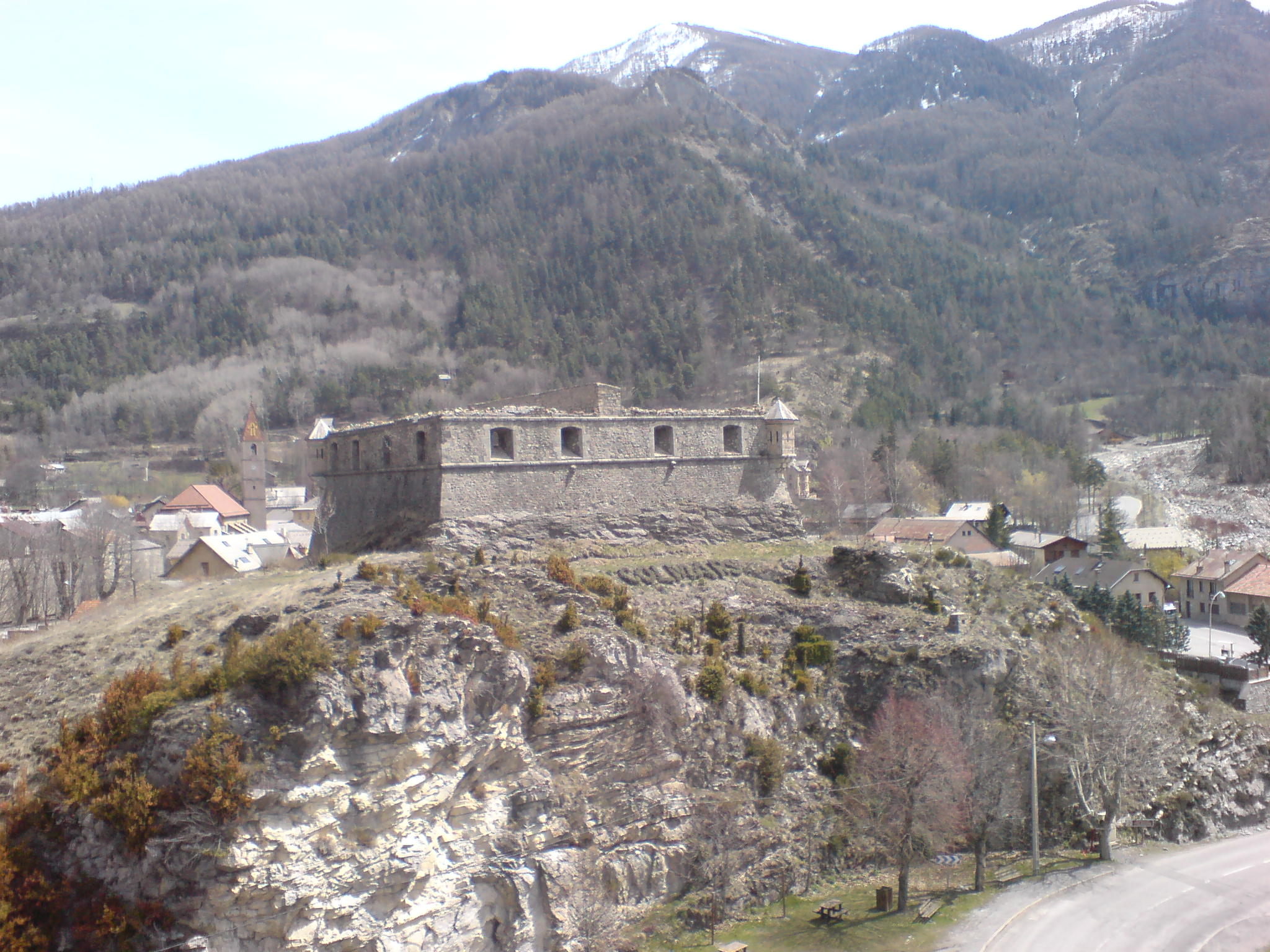
Форт Франс
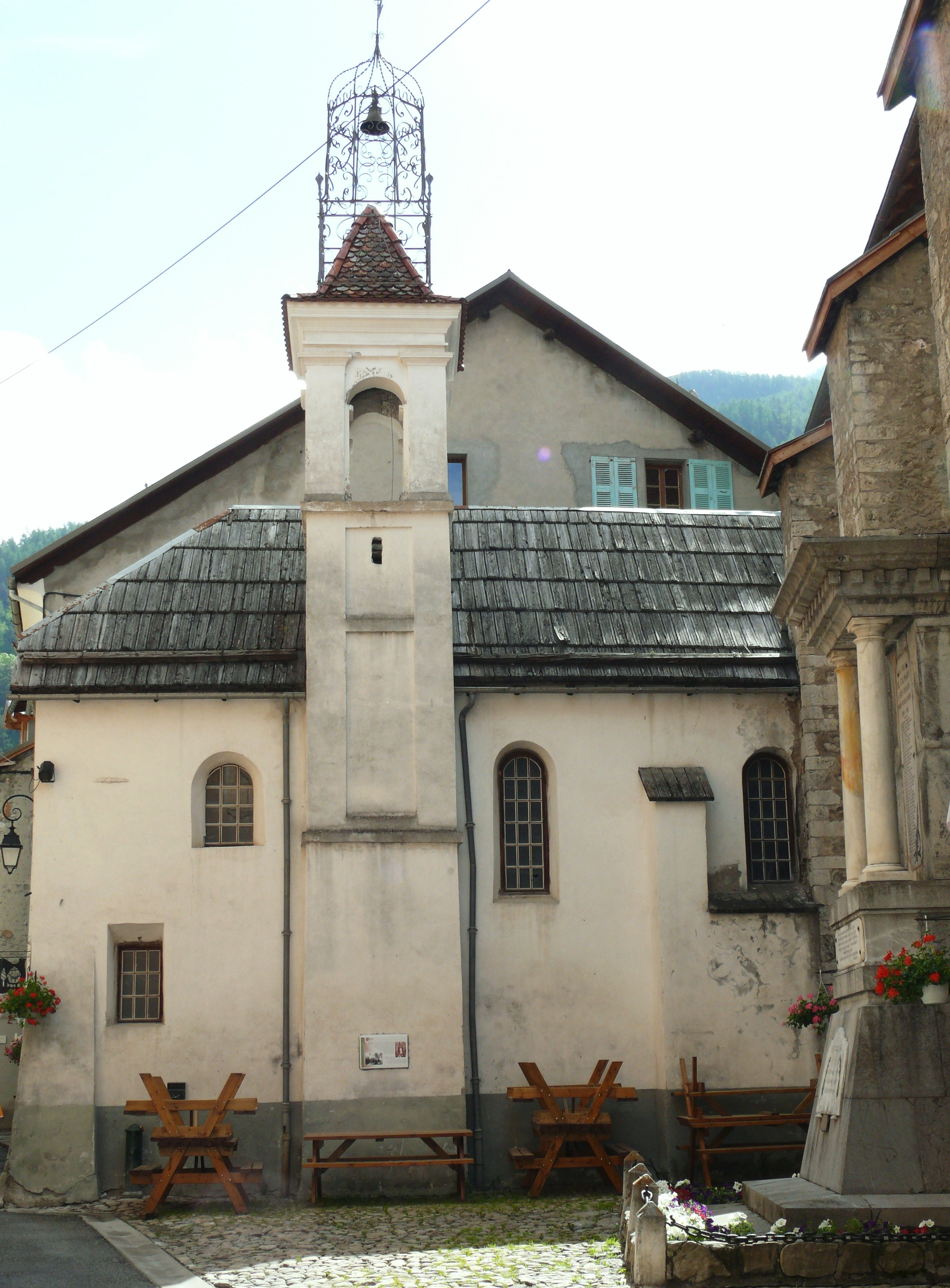
Часовня Нотр-Дам-де-Грас